# Gephyromantis spiniferus
A Gephyromantis spiniferus   a kétéltűek (Amphibia) osztályába és  a békák (Anura) rendjébe aranybékafélék (Mantellidae) családjába tartozó faj. 

## Előfordulása
Madagaszkár endemikus faja. A sziget délkeleti részén, az Andringitra-masszívumtól az Andohahela Nemzeti Parkig, 600–1000 m-es tengerszint feletti magasságban, érintetlen esőerdőkben honos.

## Megjelenése
Kis méretű  Gephyromantis faj. a hímek testhossza 33–35 mm, a nőstényeké 32–38 mm. Morfológiailag hasonlít a Gephyromantis asper fajra, de mérete nagyobb, és bőrredői határozottabbak. Hasi oldalán, különösen a nőstények esetében nagyon jellegzetes fekete-fehér kontrasztos mintázat látható. A hímeknek oldalt feketés színű hanghólyagjuk van.

## Természetvédelmi helyzete
A vörös lista a mérsékelten fenyegetett fajok között tartja nyilván. Fő veszélyt élőhelyének elvesztése jelenti számára a mezőgazdaság, a fakitermelés, a szénégetés, a legeltetés, az inváziv eukaliptuszfajok terjedése és a lakott települések terjeszkedése következtében. Több védett területen, az Andohahela Nemzeti Parkban, az Andringitra Nemzeti Parkban és a Kalambatritra Rezervátumban is megtalálható.